# وازوی بزرگ
«وازوی بزرگ» (به انگلیسی: The Grand Wazoo) آلبومی از هنرمند اهل ایالات متحده آمریکا فرانک زاپا است که در سال ۱۹۷۲ میلادی منتشر شد.